# 瀬間仲ノルベルト
瀬間仲ノルベルト（せまなかノルベルト、本名：ノルベルト・セマナカ・ダ・ホッシャ〈Norbert Semanaka da Rocha〉、1984年5月31日 - ）は、ブラジルのサンパウロ州トゥパン出身の元プロ野球選手（内野手）。左投げ左打ち。2005年の登録名はホッシャ。

## 経歴

### プロ入り前
ヤクルト野球アカデミーの卒業生。中学時代はオールブラジルの4番打者として活躍。野球留学のために来日し、日章学園に入学。長年ブラジルで育った為、当初日本語を話すのに苦労したが、勉強を繰り返す事で徐々に日本語を覚えていった。2022年に日本語能力試験N1を取得。第84回全国選手権では、初戦の2回戦で興誠高に敗れるも、ライトスタンド中段にまで運ぶライナー性の特大アーチを打つ。高校通算58本塁打。
2002年度ドラフト会議にて中日ドラゴンズから7巡目指名を受けて入団。

### プロ入り後
2003年は一軍出場なしに終わる。
2004年にはアテネオリンピック中南米予選にブラジル代表として出場。長打力で一軍出場を目指すも、この年も一軍出場はない。怪我をした為、二軍の試合からも遠ざかっていた。　
2005年、一軍出場のないままオフに戦力外通告を受けた。
職員としての球団入りを勧められたが、現役続行を希望し中日を退団。
2006年オフの12球団合同トライアウトに参加したが、どこの球団からも誘いはなかった。　

### 引退後
引退後は、2007年に日系ブラジル人住民が多く住む群馬県大泉町に移住し語学学校を開くが、2008年のリーマン・ショック、2011年の東日本大震災の影響から生徒が減り、経営の幅を広げる為飲食に手をつけ、ブラジル料理販売などを手掛ける「Kansha Group（感謝グループ）」を設立し、2015年にはブラジル料理店「カミナルア」を開店した。

## 人物
漢字表記『瀬間仲』は、母方の姓『シマナカ』が現地の人には発音しにくく専ら『セマナカ』と呼ばれていたため、日章学園の入学時に理事長がこの漢字を当てたことに由来する。
当時の野球協約では「高校生は3年間在学しても、日本に5年間居住していなければ外国人枠の対象となる」という規定があったため、ブラジル国籍だった瀬間仲は、外国人選手枠の選手として初めてドラフト指名を受けた選手となった。その後、2004年2月24日のプロ野球実行委員会で野球協約が改正され、高校生について日本居住5年以上の条件を外されることになり、さかのぼって外国人枠から外された。

## 詳細情報

### 年度別打撃成績
- 一軍公式戦出場なし

### 背番号
- 60 （2003年）
- 65 （2004年 - 2005年）

### 登録名
- 瀬間仲 ノルベルト（せまなかノルベルト、2003年 - 2004年）
- ホッシャ （2005年）